# Edward Porter Alexander

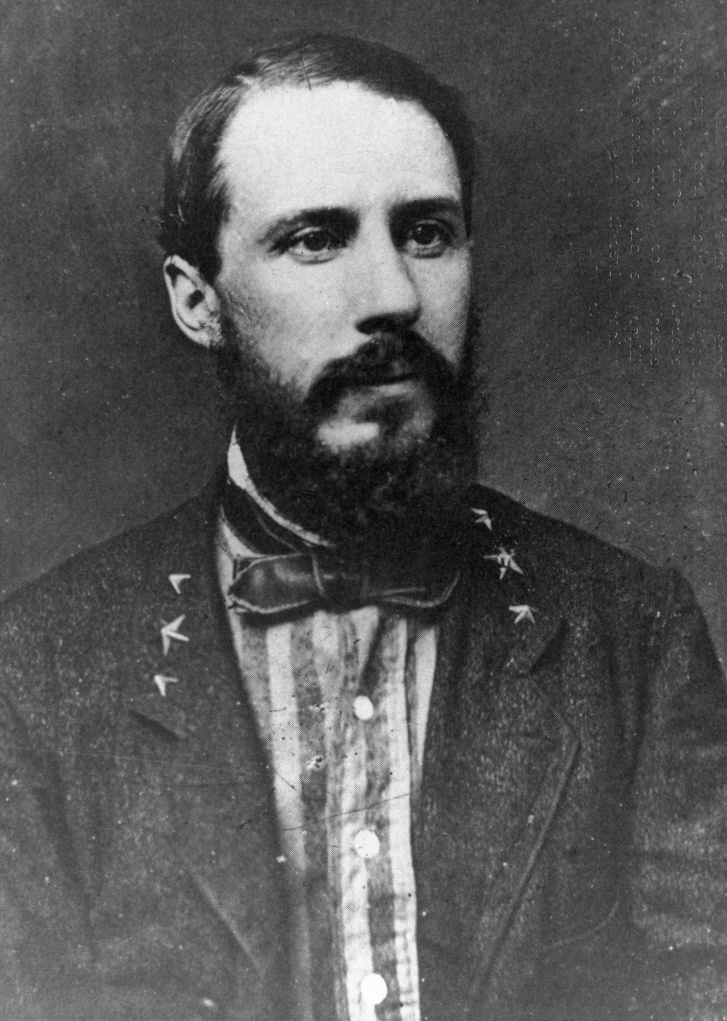
Edward Porter Alexander.

Edward Porter Alexander, född 26 maj 1835 i Washington, Georgia , död 28 april 1910 i Savannah, Georgia, var en amerikansk militär och general i Sydstatsarmén.

## Ungdom och tidig karriär
Alexander föddes i en plantageägarfamilj och utexaminerades från militärakademin i West Point 1857 som tredje bäste kadett. Han blev därefter instruktör och officer i ingenjörstrupperna och 1858 löjtnant. Han var delaktig i utvecklandet av ett fältsignalsystem.

## Inbördeskriget
Vid amerikanska inbördeskrigets utbrott begärde han avsked från armén och utnämndes till kapten i sydstaternas ingenjörstrupper. Han blev sambandschef i armén och tygteknisk chef i artilleriet. Den 18 april 1862 befordrades Alexander till major och 60 dagar senare till överstelöjtnant i artilleriet. Vid slaget vid Fredericksburg den 13 december 1862 utmärkte Alexander sig och i samband med omorganisation av artilleriet till bataljoner utnämndes han den 3 mars 1863 till överste och chef över en av bataljonerna. Han deltog såväl vid slaget vid Chancellorsville i maj 1863 som slaget vid Gettysburg 1–3 juli 1863. Han utnämndes till brigadgeneral den 19 mars 1864 och var chef för I kårens artilleri i Norra Virginiaarmén.

## Efter kriget
Efter kriget blev Alexander lärare vid University of South Carolina och verkade inom järnvägssektorn. Han var medlare i en gränskonflikt mellan Nicaragua och Costa Rica under åren 1897 till 1902.